# FK Čukarički
Fudbalski klub Čukarički (srbskou azbukou Фудбалски клуб Чукарички) je fotbalový klub z Bělehradu. Hraje SuperLigu, nejvyšší srbskou fotbalovou soutěž.
Byl založen v roce 1926. V sezóně 1971/72 poprvé klub postoupil do druhé ligy a v sezóně 1993/94 do první ligy. V roce 1996 klub hrál pohár Intertoto, kterého se znova zúčastnil o rok později. Poté, co klub v roce 2012 koupil majitel společnosti ADOC, Dragan Obradović, se klub několikrát kvalifikoval do evropských soutěží. V sezóně 2014/15 klub vyhrál Srbský pohár. Největší úspěch v lize byla třetí příčka v sezónách 2014/15, 2015/16, 2020/21 a 2021/22.

## Úspěchy
- Srbský fotbalový pohár
  - : 2014/15
- Srbská SuperLiga
  - : 2014/15, 2015/16, 2020/21 a 2021/22